# Rondhalstandklauw
De rondhalstandklauw (Synuchus vivalis) is een keversoort uit de familie van de loopkevers (Carabidae). De wetenschappelijke naam van de soort werd in 1798 gepubliceerd door Johann Karl Wilhelm Illiger.